# カルロ・マラッタ

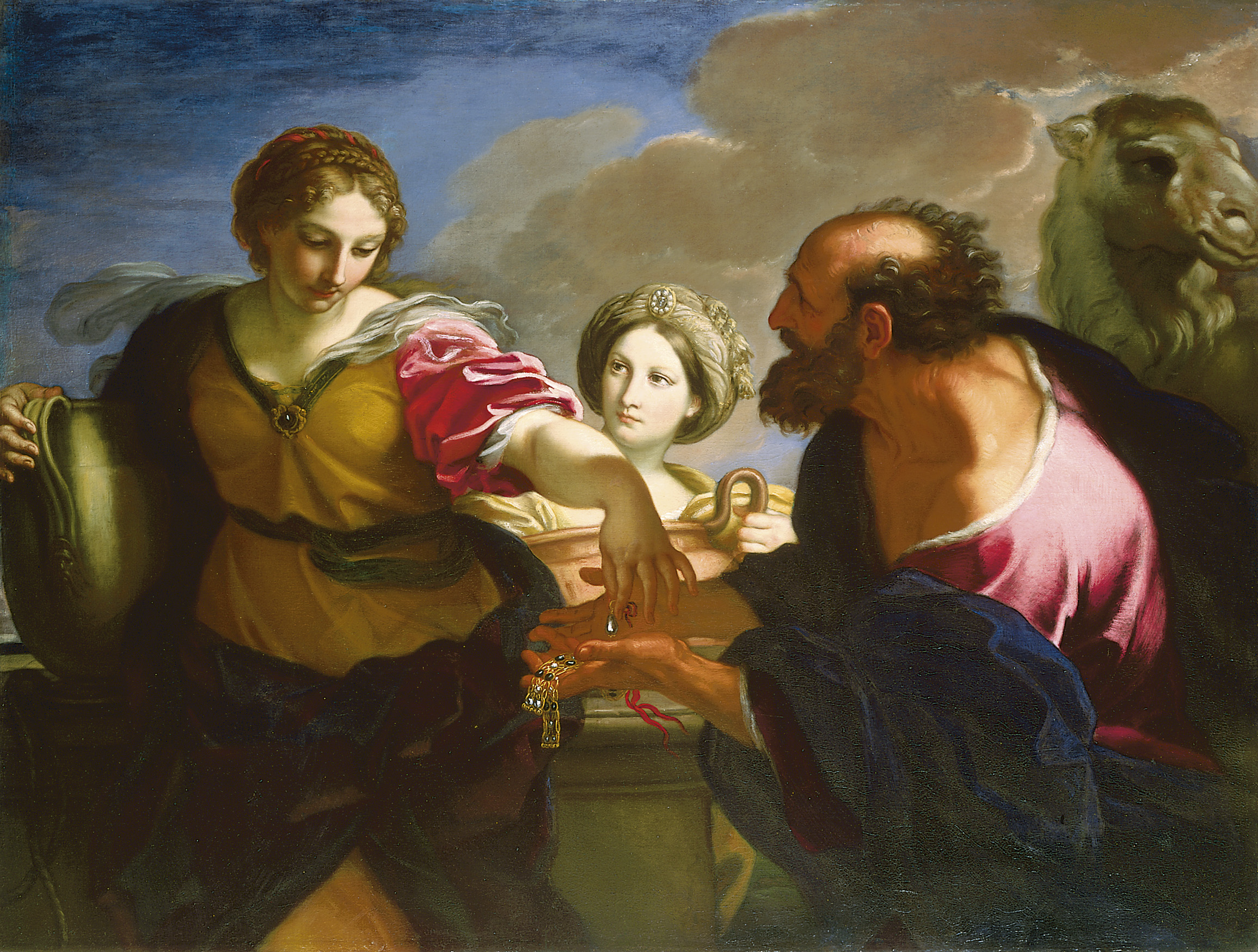
カルロ・マラッタ作 井戸のリベカとエリエゼル(1655-1657年)
インディアナポリス美術館 蔵

カルロ・マラッタ（Carlo Maratta、1625年5月15日 - 1713年12月15日）はイタリアの画家である。カルロ・マラッティ(Carlo Maratti)としても知られる。アンドレア・サッキの工房で学び、祭壇画や壁画を描いた。

## 略歴
イタリア中部、現在のマルケ州のカメラーノでダルマチア出身の家族のもとに生まれた。姓は「Maratta」であるが、イタリアでは「Maratti」という姓のほうが一般的なのでMarattiとも呼ばれることがあった。幼い頃から絵の才能を示し、12歳でローマの画家、アンドレア・サッキの工房に入った。サッキの元で25歳になるまで働き、サッキが研究したラファエロ・サンティなどのスタイルを学んだ。
1650年にはローマのサン・ジュゼッペ・デイ・ファレニャーミ教会(Chiesa di San Giuseppe dei Falegnami)の礼拝堂の祭壇画『羊飼いの礼拝』を描いて、高い評価を得て、教皇アレクサンデル7世にも知られるようになり、教皇からの注文を受けた。1653/1654年にはフィレンツェでも働いた。
アンドレア・サッキの亡くなる少し前の1660年にローマに工房を開き、この工房は繁栄した。マラッタの工房で働いた画家にはフランドル出身の画家、ファン・アウデナールデ(Robert van Audenaerde: 1663–1748)がいる。1864年にはアカデミア・ディ・サン・ルカの会長になった。1704年に教皇クレメンス11世によって騎士の称号を与えられた。
宗教画の他に肖像画も多く描き、版画も制作した。
娘のファウスティーナ・マラッティ(Faustina Maratti: c.1679–1745)は詩人、画家として知られている。

## 作品

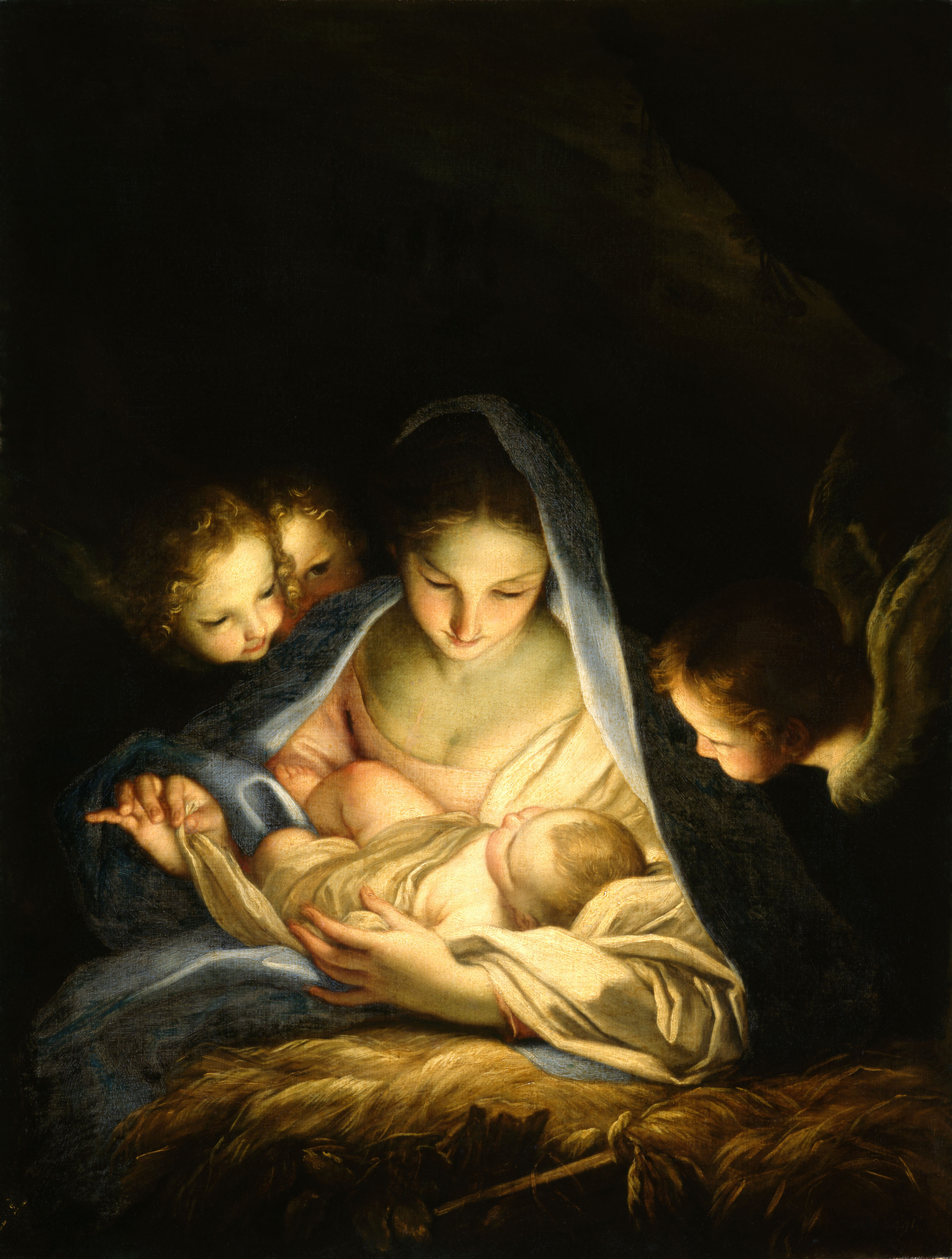
聖母子(1665)
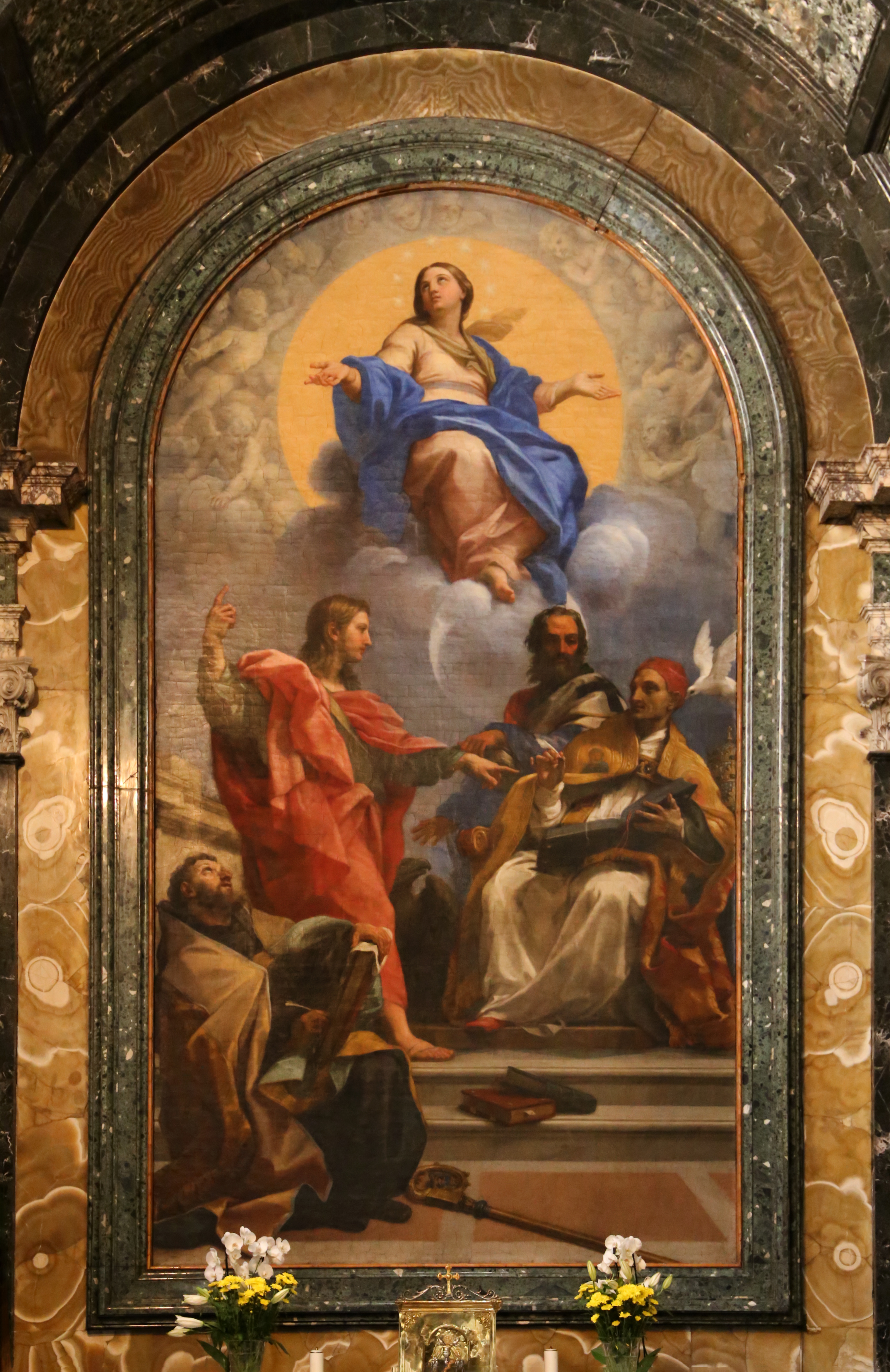
無原罪の御宿り(1689) ローマ、サンタ・マリア・デル・ポポロ教会の祭壇画
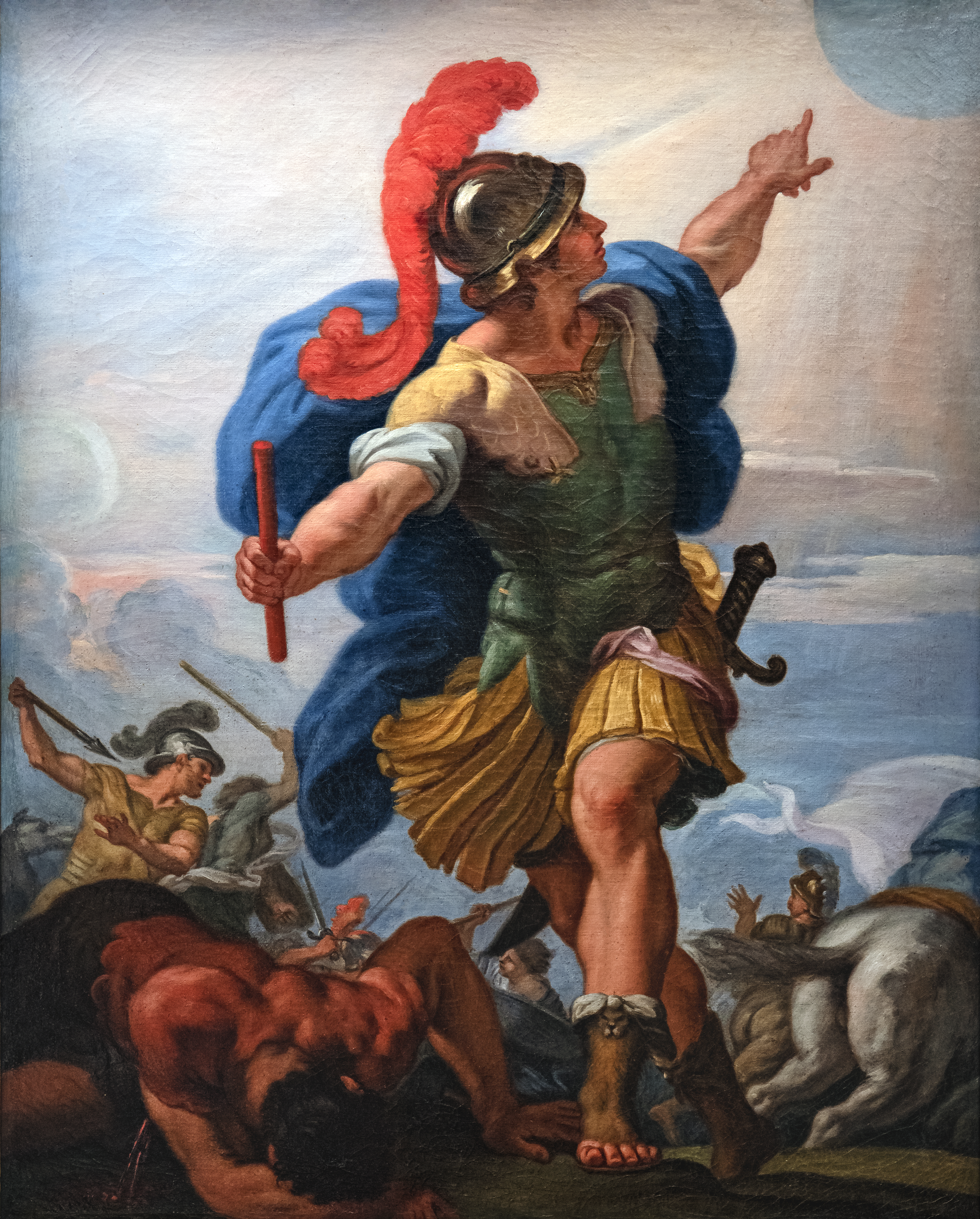
Joshua stops the race of the sun
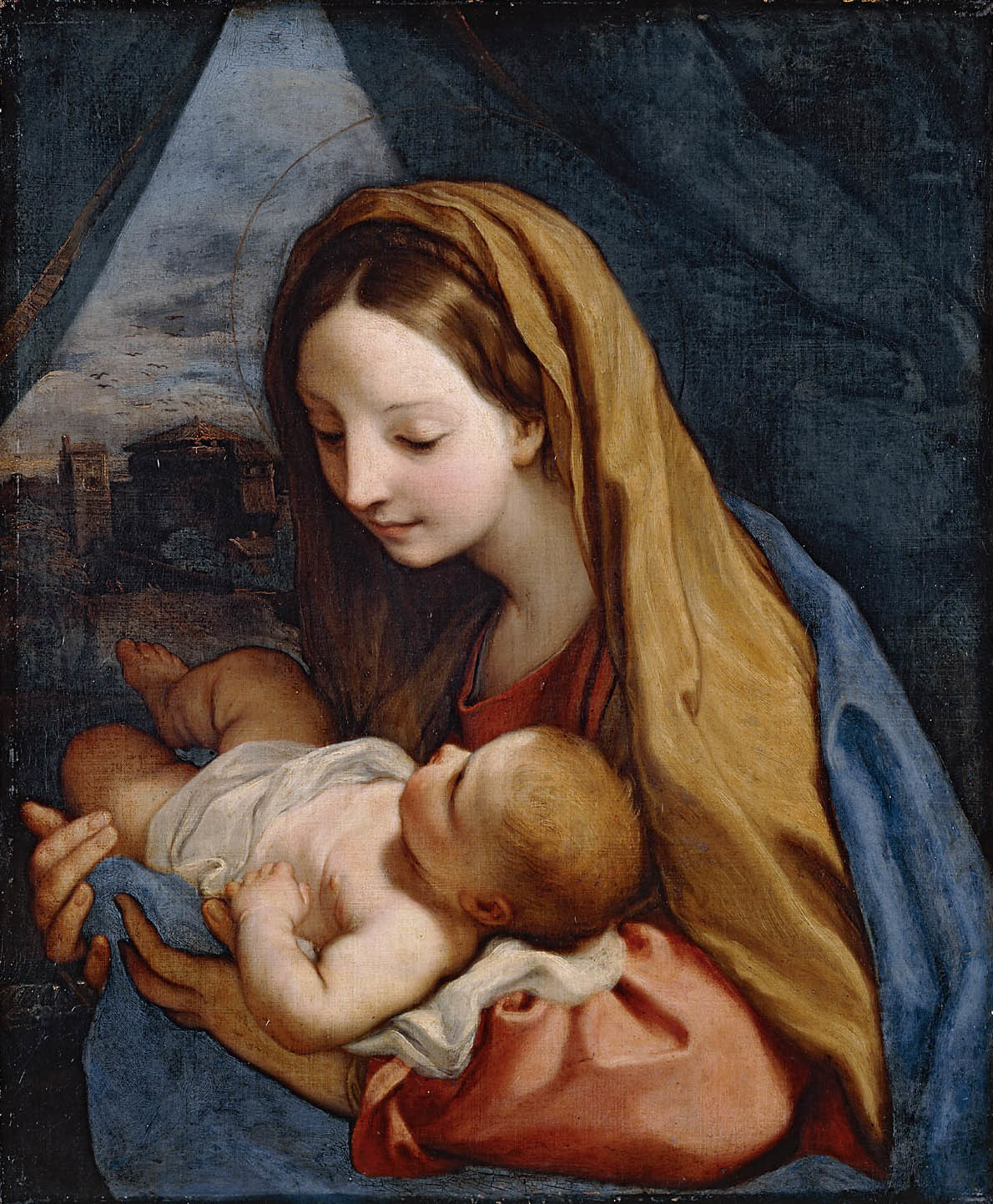
聖母子(c.1660) 美術史美術館 蔵
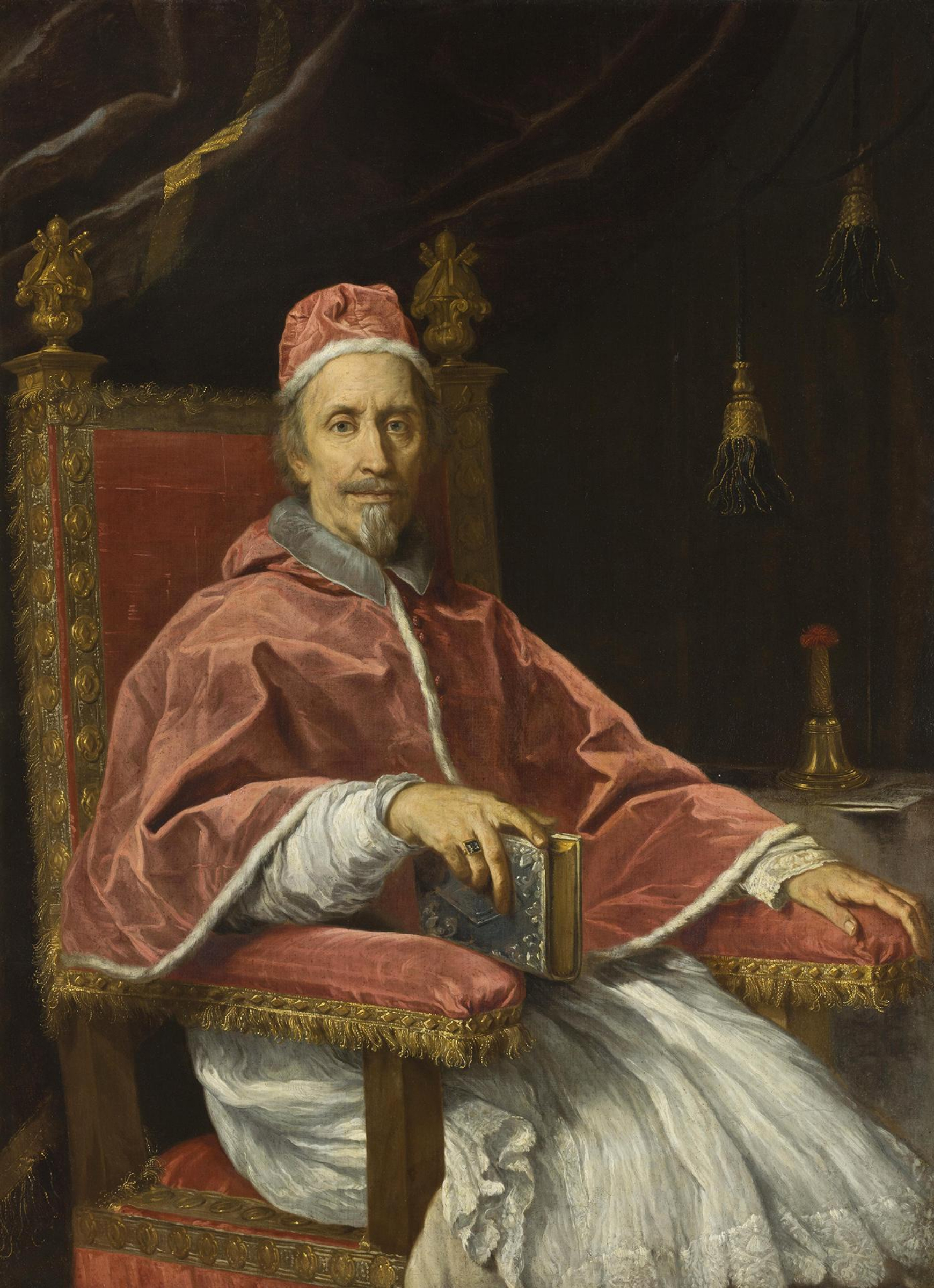
教皇クレメンス9世の肖像(1669年頃) エルミタージュ美術館 蔵
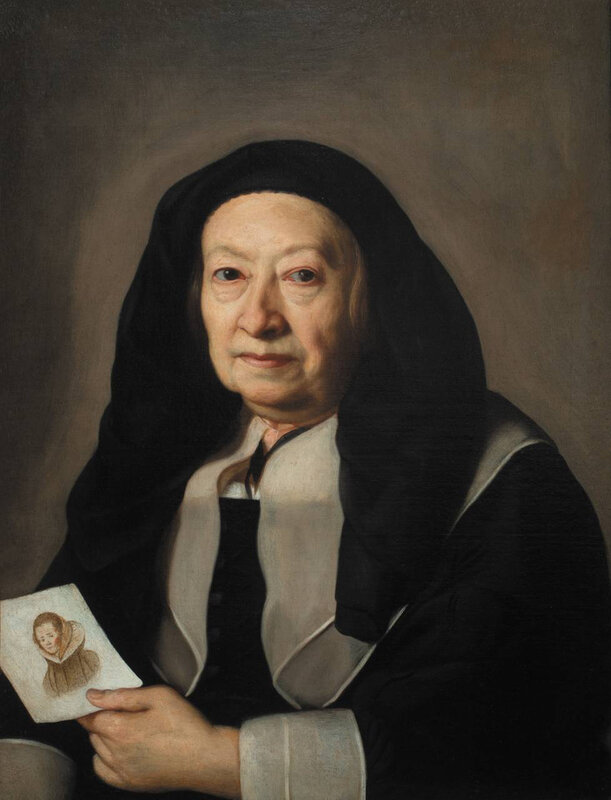
ジョヴァンナ・ガルツォーニ - 画家(c.1665)
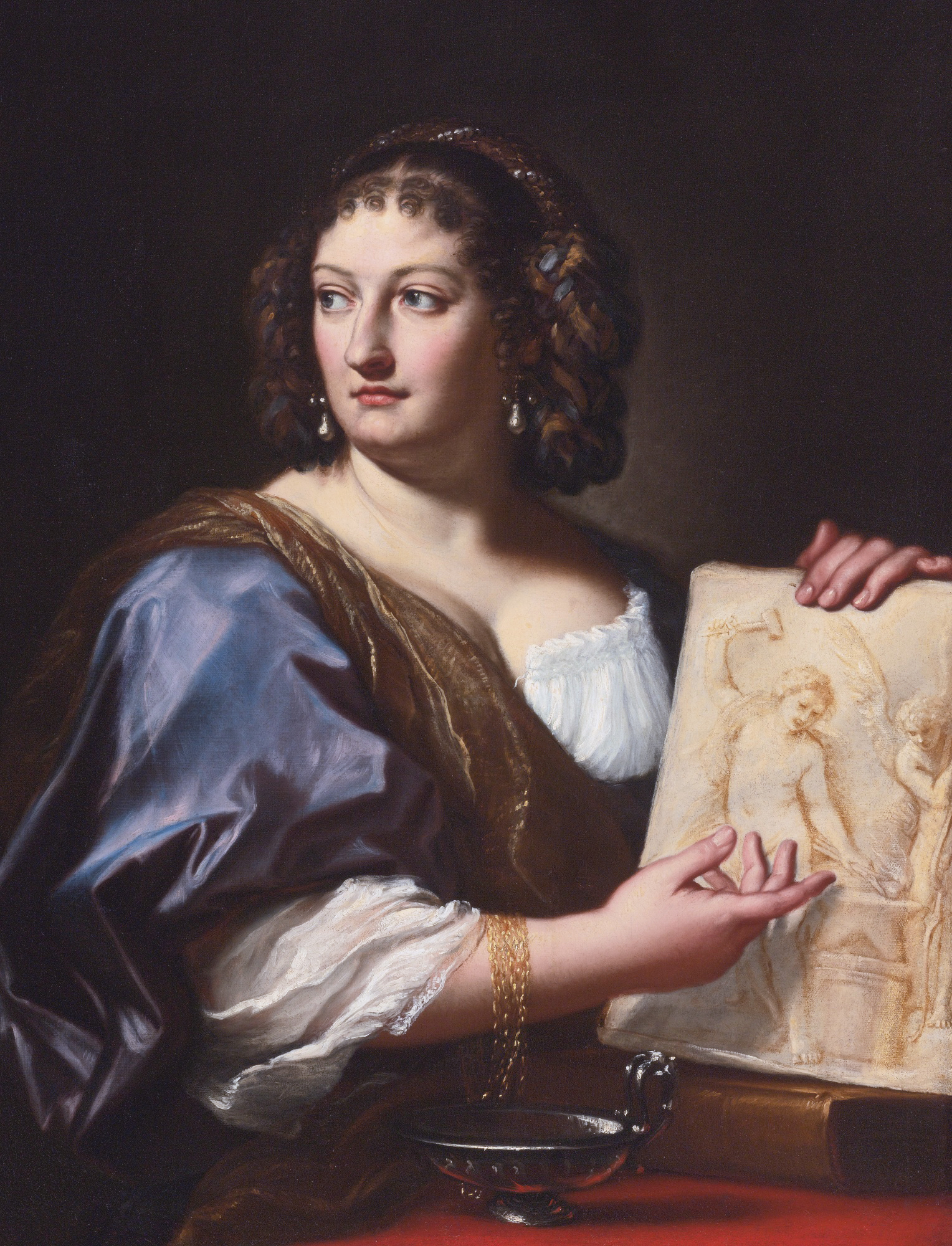
後妻(Francesca Gommi Maratta)の肖像画(c.1690) クリーブランド美術館 蔵
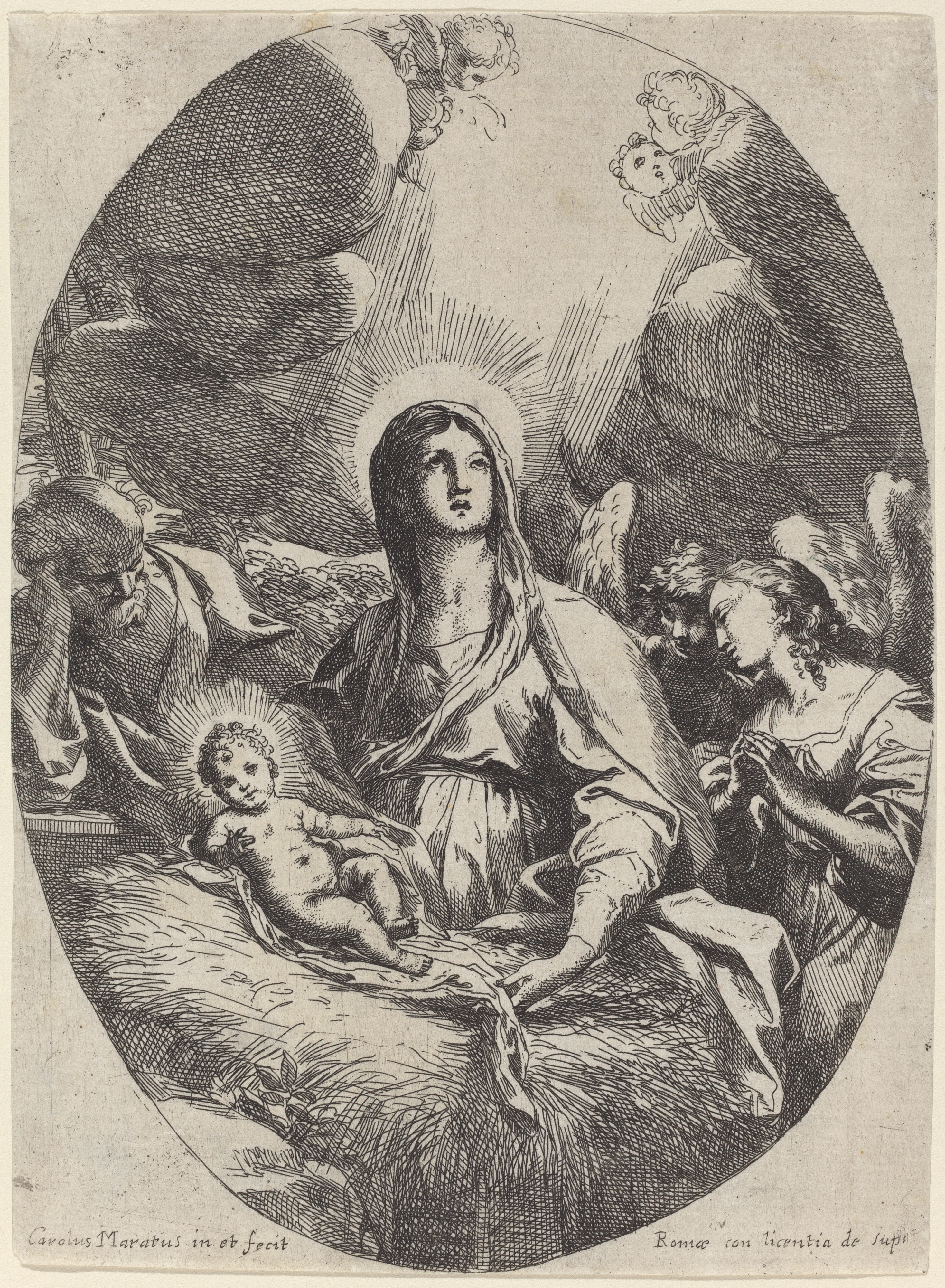
版画